# Pagliara
Pagliara est une commune italienne de la province de Messine dans la région Sicile.

## Administration
| Période                                  | Période | Identité | Étiquette | Qualité |
| ---------------------------------------- | ------- | -------- | --------- | ------- |
|                                          |         |          |           |         |
| Les données manquantes sont à compléter. |         |          |           |         |

### Hameaux
Rocchenere, Locadi

### Communes limitrophes
Furci Siculo, Mandanici, Roccalumera, Santa Lucia del Mela

## Histoire
Saint Bernard Valeara de Teramo nait dans la famille da Pagliara (it), une famille noble d'Italie, dont le château porte le nom.